# Walsh Nunatak
Walsh Nunatak är en nunatak i Antarktis. Den ligger i Västantarktis. Argentina, Chile och Storbritannien gör anspråk på området. Toppen på Walsh Nunatak är 1 189 meter över havet.
Terrängen runt Walsh Nunatak är kuperad åt sydväst, men åt nordost är den platt. Terrängen runt Walsh Nunatak sluttar söderut. Trakten är obefolkad. Det finns inga samhällen i närheten.